# Sānīchābād
Sānīchābād (persiska: سانيچ آباد, سانيج, Sānījābād, سانيج آباد) är en ort i Iran.   Den ligger i provinsen Yazd, i den centrala delen av landet, 500 km sydost om huvudstaden Teheran. Sānīchābād ligger 2 244 meter över havet och antalet invånare är 226.
Terrängen runt Sānīchābād är kuperad västerut, men österut är den bergig.Runt Sānīchābād är det glesbefolkat, med 9 invånare per kvadratkilometer. Närmaste större samhälle är Ţerzejān, 18,2 km öster om Sānīchābād. Trakten runt Sānīchābād är ofruktbar med lite eller ingen växtlighet.